# PowerBook Duo 270c
Lancé en même temps que le PowerBook Duo 250, le PowerBook Duo 270c intégrait un écran couleur à matrice active (milliers de couleurs). Il utilisait la même batterie longue durée qui lui assurait plus de deux heures d'autonomie. Il intégrait aussi un FPU Motorola 68882 et un disque dur plus gros (240 Mo contre 200 Mo pour le Duo 250). Ses caractéristiques et son prix (3 100 $ à sa sortie) en faisait le haut de gamme des ordinateurs ultra-portables de la gamme Apple. 

## Caractéristiques
- processeur : Motorola 68030 24/32 bit cadencé à 33 MHz
- FPU : Motorola 68882
- bus système 32 bit à 33 MHz
- mémoire cache : 512 octets de niveau 1
- mémoire morte : 1 Mio
- mémoire vive : 4 Mio extensible à 32 Mio
- écran LCD 8,4" couleur à matrice active
- résolutions supportées :
  - 640 × 400 en 16 bit
  - 640 × 480 en 8 bit
- disque dur SCSI de 240 Mo
- modem interne en option
- slots d'extension :
  - 1 connecteur mémoire spécifique (Duo) de type DRAM (vitesse minimale : 70 ns)
  - connecteur 152 broches PDS pour le dock
- connectique :
  - 1 port série (Mini Din-8)
- batterie NiMH Type II lui assurant 2 heures d'autonomie
- dimensions : 3,8 × 27,7 × 21,6 cm
- poids : 2,2 kg
- consommation : 25 W
- systèmes supportés : Système 7.1 à 7.6.1